# 麥嘉晉
麥嘉晉（英語：Raymond Mak Ka-chun，1982年9月12日—），香港政治人物及年輕創業家，香港倡議型政治智庫民主思路前聯席召集人，2016年香港立法會選舉新界東選區候選人之一。 
選舉後，不時在各大主要報章媒體撰文評論時政及作政策倡議。2017年，創立以培訓香港年輕政治人才為目標的「香港政治及行政學苑」，並出任首學年的執行總監。現為香港特別行政區政府「工業貿易諮詢委員會」非官守任命委員。

## 簡介
麥嘉晉曾就讀於香港鄧鏡波書院和英皇書院，在香港大學取得文學士 （哲學及心理學）及工商管理碩士學位。曾為2003－2004年度香港大學學生會會長，任內經歷並領導學生參與了香港非典型肺炎防疫、基本法第二十三條立法討論、首次七一大遊行、財赤及大學削支等社會議題，同年亦出任香港大學校務會（HKU Council）及教務會（HKU Senate） 學生委員。
畢業後任職跨國管理諮詢公司，擁有多年戰略執行、組織效率和變革管理諮詢經驗，擅長作短、中、長期戰略性規劃，並結合市場分析研究及連結不同持分者合力推動架構、政策、流程及文化等改革，經驗涵蓋超過歐美及亞太地區14個國家的金融服務、運輸及物流、政府及公共機構、製造業、零售和消費等多個領域。
2016年9月代表民主思路參選立法會新界東直選，獲得曾循新界東晉身立會的湯家驊支持，最終取得8,084票落敗。
選舉結束後開始創業，主力發展城市農業科技項目；另外，自2017年起出任香港特區政府「工業貿易諮詢委員會」非官守任命委員和「發展品牌、升級轉型及拓展內銷市場的專項基金」委員等公職，為本地新創企業開拓更多投資和進入海外市場的機會、與專業團體合作發展智慧城市，以及為香港在一帶一路的經濟和文化發展、CEPA和粵港澳大灣區計劃等，向政府提供相關政策建議。
2019年6月在逃犯條例修訂爭議中，因為與民主思路在落實路線上的觀點和角度存在不能兼容的差異，宣布退出民主思路。
2020年1月1日起，獲政府委任為消委會委員，任期2年。現為水耕細作（FarmacyHK）行政總裁。

## 軼事
於2003年12月一次立法會會議中，當時是港大學生會會長的麥嘉晉發現時任教育局局長的李國章在會議期間以電子手帳玩弄遊戲，隨後表示「會議進行了那麼久，李局長卻在用電子手帳玩遊戲。我懷疑李局長有多少誠意聽取意見，不知道是否有藐視立法會之意？」
李國章登時向後望一望麥嘉晉，並報以尷尬的笑容。隨後到港大法律學會外務副主席廖冠華發言，再揶揄李國章一番：「打機Game Over（玩完）可以從頭再嚟過，但香港教育規劃錯咗，就唔能夠挽救。」
會後，李國章不肯回應開會有否打遊戲機，指自己用電子手帳修改活動日程，後來就間接承認開會打機同時進行（但那一部電子手帳並無多工功能）。

## 外部連結
- 麥嘉晉的Facebook專頁